# Louis-Charles de Lavicomterie
Louis-Thomas-Charles Hébert de Lavicomterie de Saint-Samson est né à Torigni-sur-Vire le 15 décembre 1746, mort à Paris le 24 janvier 1809, est un écrivain et un homme politique français.

## Biographie
Après de bonnes études, il se lance dans la littérature avec un Éloge de Voltaire en vers en 1779, avant d'écrire Code de la Nature, poème de Confucius (1788), présenté comme une traduction. Pendant la Révolution, il se fait connaître en publiant des œuvres engagées: l'ode Liberté (1789), Du peuple et des rois (1790), Droits du peuple sur l'Assemblée nationale (1791) et Les crimes des rois de France depuis Clovis jusqu'à Louis XVI (1791), dont le succès l'amène à publier une nouvelle édition augmentée des Derniers crimes de Louis XVI, suivie des Crimes des papes, depuis Saint Pierre jusqu'à Pie VI, des  Crimes des empereurs d'Allemagne, depuis Lothaire Ier jusqu'à Léopold II et des Crimes des empereurs turcs, depuis Ottoman Ier jusqu'à Selim IV (1792). L'ouvrage est même traduit en Angleterre et en Allemagne.
Le 9 septembre 1792, il est élu député de Paris, le 8e sur 24 avec 384 voix sur 531 votants, à la Convention nationale. Lors du procès de Louis XVI, il vote la mort sans appel au peuple ni sursis. Élu au Comité de sûreté générale le 14 septembre 1793, il y demeure jusqu'au 11 thermidor an II (29 juillet 1794). L'un des trois membres du comité exclus après le 9-Thermidor (27 juillet 1794), les Thermidoriens lui reprochent de s'être absenté de la Convention ce jour-là pour ne pas avoir à se prononcer sur la mise en accusation des robespierristes. Attaqué par Legendre, qui lui reproche l'arrestation de Danton, il répond: « La vérité est que Robespierre avait un tel empire  sur ses collègues que moi, en mon particulier, j'hésitais à me rendre aux assemblées qui réunissaient le comité de sûreté générale à celui de salut public, dans la crainte de me trouver avec lui. Un jour, nous fûmes convoqués pour entendre un rapport sans savoir sur quelle matière. Nous voilà réunis. Saint-Just tire de sa poche des papiers: quelle est notre surprise d'entendre le rapport contre Danton et autres! Le discours était si séduisant, Saint-Just le débita avec tant d'âme!... Après la lecture, on demanda si quelqu'un voulait parler. Non! non! on mit l'arrestation aux voix, et elle fut décrétée unanimement. »
Rentré en grâce, il lit, le 17 vendémiaire an III (8 octobre 1794), un rapport sur la morale calculée dans lequel il attaque les systèmes théologiques et philosophiques sur les récompenses et châtiments dans l'autre vie et demande à l'Assemblée de décréter que « les savants fussent invités à donner une échelle des crimes qui se commettent dans la société et des tourments qu'ils entraînent après eux sur la terre ».
Accusé le 9 prairial an III (28 mai 1795) par Gouly d'avoir participé à l'Insurrection du 1er prairial an III (20 mai 1795), il est décrété d'arrestation et gardé à vue à son domicile, avant de bénéficier de l'amnistie générale votée lors de la séparation de la Convention le 4 brumaire an IV (26 octobre 1795).
Abandonnant alors la vie politique, il occupe ensuite un petit emploi à la régie du timbre.

## Œuvres
- Éloge de M. de Voltaire Ode qui a concouru pour le prix de l'Académie française, en 1779, Paris, chez Guillot, 1782, 10 p. lire en ligne sur Gallica
- Du peuple et des rois, Paris, chez les marchands de nouveautés, 1790, XX-131 p. disponible sur Internet Archive
- Les droits du peuple sur l'Assemblée nationale, Paris, Paquet, 1791, XXXVI-180 p. lire en ligne sur Gallica
- Les crimes des rois de France, depuis Clovis jusqu'à Louis XVI (nouvelle édition augmentée des Derniers crimes de Louis XVI), Paris, bureau des Révolutions de Paris, 1792, 484 p. lire en ligne sur Gallica
- Les Crimes des papes, depuis St Pierre jusqu'à Pie VI, Paris, bureau des Révolutions de Paris, 1792, IV-XL-568 p. disponible sur Google Livres
- République sans impôt, Paris, chez les directeurs du Cercle social, 1792, 380 p. disponible sur Google Livres
- Les Crimes des empereurs d'Allemagne, depuis Lothaire I jusqu'à Léopold II, Paris, bureau des Révolutions de Paris, 1793, 524 p. disponible sur Google Livres
- Les Crimes des empereurs turcs, depuis Osman I jusqu'à Sélim IV, Paris, bureau des Révolutions de Paris, an III, XXIV-608 p. disponible sur Google Livres
- Convention nationale. Essai sur la morale calculée. Discours prononcé le 17 vendémiaire, par La Vicomterie, député du département de Paris. Imprimé par ordre de la Convention nationale, Paris, Imprimerie nationale, vendémiaire an III disponible sur Internet Archive
- La Liberté, ode, 24 p. lire en ligne sur Gallica

## Sources partielles
- Adolphe Robert, Gaston Cougny (dir.), Dictionnaire des parlementaires français de 1789 à 1889, Paris, Edgar Bourloton, 1889, tome 4 (de Lavergne à Lebleu), p. 3
- Nicaise Goujon, « Notice » dans Louis de La Vicomterie de Saint-Samson, Les crimes des rois de France, Paris, Alphonse Havard, 1834, p. VII-XVI
- Antoine-Vincent Arnault, Biographie nouvelle des contemporains, Paris, Ledentu, Dufour et Cie, 1827, tome XI, p. 146-147